# Vieux Lyon

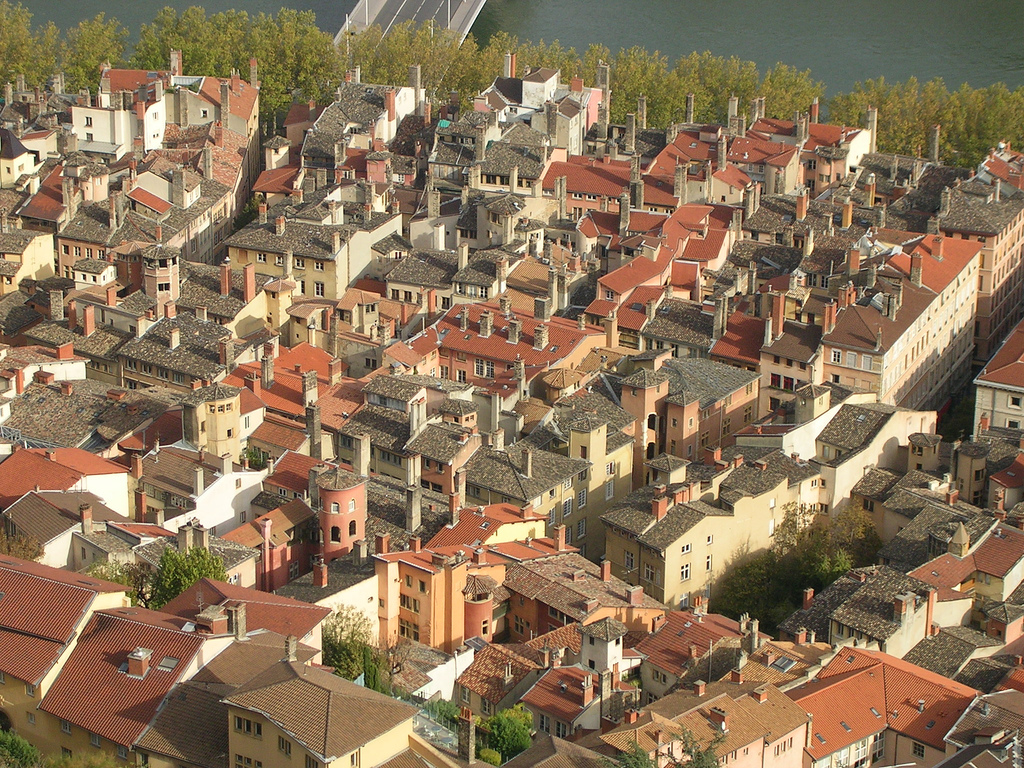
Vieux Lyon

Vieux Lyon is een middeleeuwse en renaissancistische woonwijk in Lyon, Frankrijk. Het ligt langs de Saône, aan de voet van de heuvel Fourvière. Het is samen met Venetië een van de meest uitgestrekte woonwijken uit deze periode die nog intact is gebleven. Het historische centrum staat op de Werelderfgoedlijst van de UNESCO.

## Wijken
Vieux Lyon bestaat uit drie kleinere woonwijken, van noord naar zuid: Saint-Paul, Saint-Jean en Saint-Georges. Een oud gezegde luidt: à Saint-Jean la noblesse, à Saint-Paul la richesse ('in Saint-Jean de adel, in Saint-Paul de rijkdom').

### Saint-Paul
Hier bevinden zich het station en de kerk met dezelfde naam. In dit stadsdeel leefden de bankiers. Dit stadsdeel is door de bouw van het treinstation en andere stadsvernieuwing minder athentiek dan de twee andere wijken.

### Saint-Jean
Hier bevinden zich de kathedraal Saint-Jean-Baptiste-et-Saint-Étienne en het metrostation Vieux Lyon. Saint-Jean wordt in het noorden begrensd door de Place du Change eindigt in het zuiden bij de kathedraal. Deze wijk was vroeger nog verdeeld. Er was een stadsdeel voorbehouden aan de geestelijken rond de kathedraal, het verdwenen klooster, de verdwenen kerken Sainte-Croix en Saint-Étienne en de manécanterie (oorspronkelijk het huis van de koorzangers). En er was een stadsdeel waar de rechtbank en handelaren gevestigd waren. Saint-Jean is erg toeristisch.

### Saint-Georges
Hier bevinden zich het Paleis Benoît-Crépu, voorheen het Port du Sablet, en de kerk Saint-Georges. Deze wijk ligt ten zuiden van de kathedraal en eindigt aan de ingang van de tunnel van Fourvière. Dit was vroeger een meer volkse wijk waar handelaren en handwerklieden gevestigd waren.

## Afbeeldingen

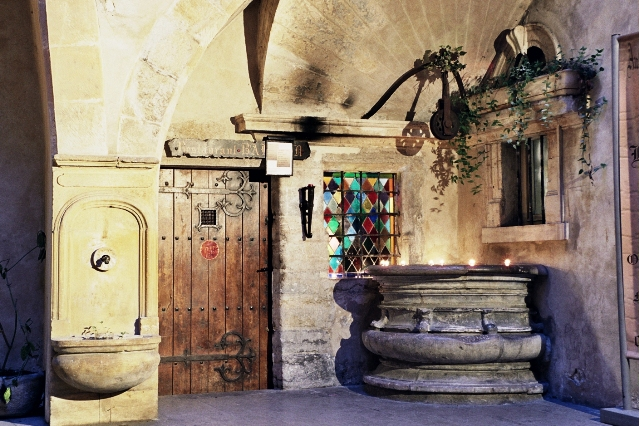
Putten in het hof Philibert Delorme, rue Juiverie
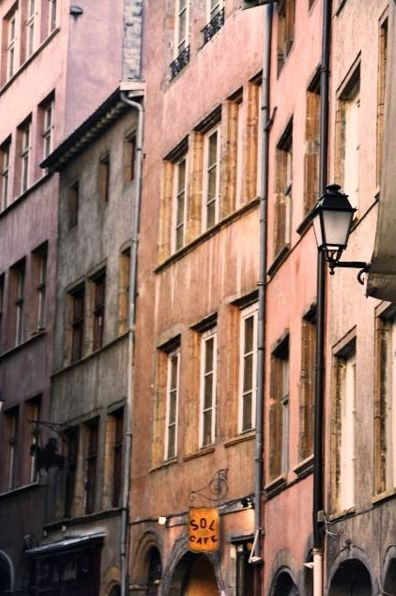
Gevels in de rue du Bœuf
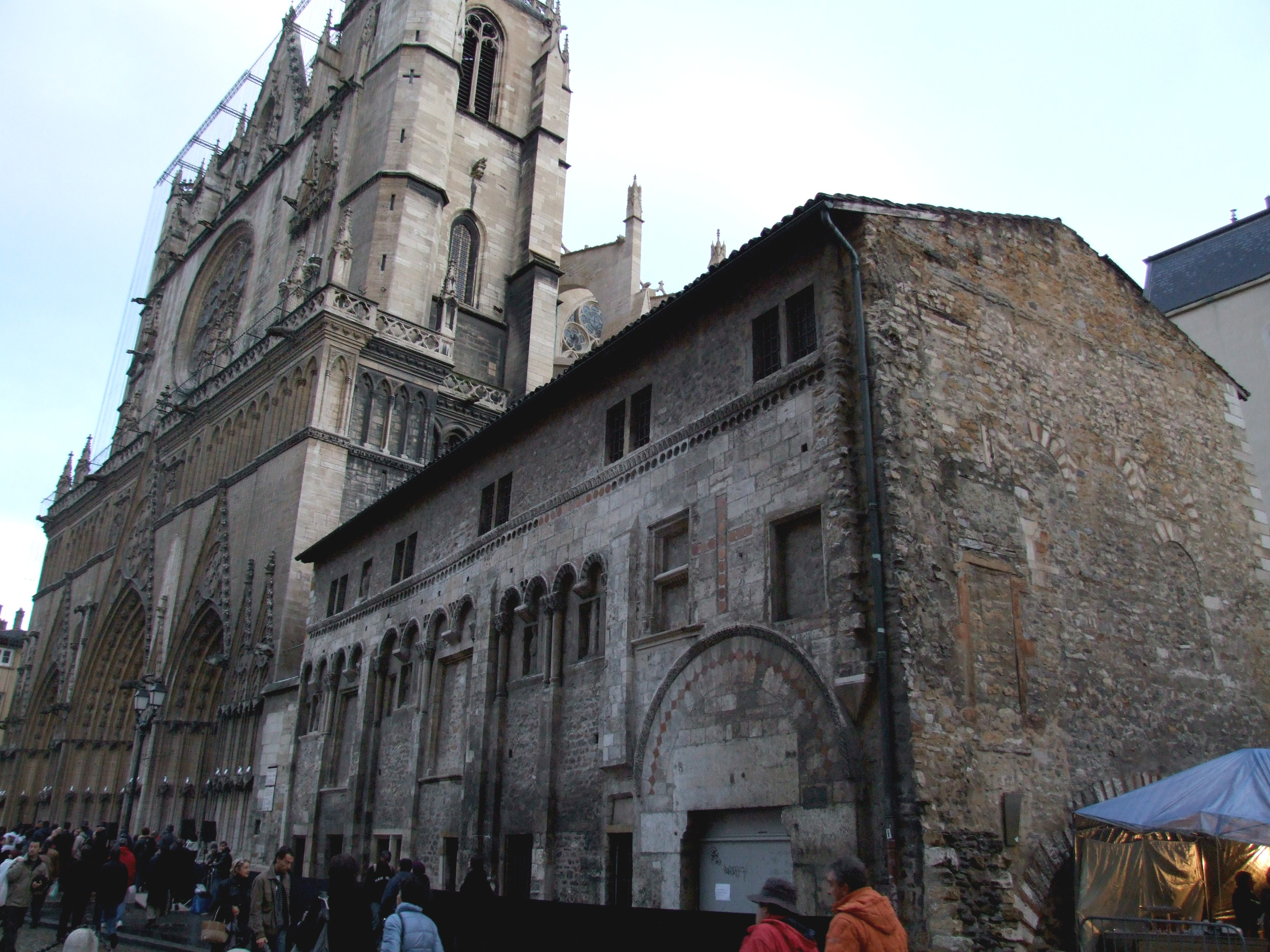
De Saint-Jean en de manécanterie
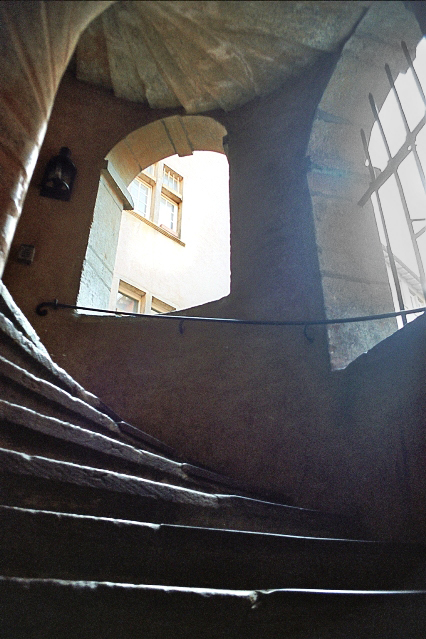
Trap in de Tour Rose in Vieux Lyon